# Arde Bogotá
Arde Bogotá est un groupe espagnol de rock alternatif, originaire de Carthagène, Murcie. Il est composé d'Antonio García, Dani Sánchez, Pepe Esteban et José Ángel Mercader.

## Histoire
Leur deuxième album studio, Cowboys de la A3, publié en 2023, entre directement au 3e rang des ventes en Espagne. Cette même année, ils sont nommés pour deux prix aux Latin Grammy Awards 2023, dans la catégorie du « meilleur album rock » et de « meilleure chanson de rock ».

## Style musical
Leur style musical est défini comme soigné, avec des intensités sonores puissantes et des paroles souvent incisives et une grande charge de force et de sentiment. Parmi leurs influences, se distinguent généralement des groupes comme Arctic Monkeys, Foo Fighters ou Héroes del Silencio. Leur performance live a été consolidée comme un aspect fondamental dans le progrès du groupe,.

## Discographie

### Albums studio
| Année | Titre            | Meilleure position | Détails                                            |
| Année | Titre            | ESP                | Détails                                            |
| ----- | ---------------- | ------------------ | -------------------------------------------------- |
| 2021  | La noche         | 22                 | - Sortie : 7 mai 2021 - Label : Sony Music España  |
| 2023  | Cowboys de la A3 | 3                  | - Sortie : 12 mai 2023 - Label : Sony Music España |

### EP
| Année | Titre                  | Détails                                             |
| ----- | ---------------------- | --------------------------------------------------- |
| 2020  | El tiempo y la actitud | - Sortie : 12 juin 2020 - Label : Sony Music España |